# Eriogonum novonudum
Eriogonum novonudum är en slideväxtart som beskrevs av M. E. Peck. Eriogonum novonudum ingår i släktet Eriogonum och familjen slideväxter. Inga underarter finns listade i Catalogue of Life.